# Sferics och tweeks
Sferics och Tweeks är det knaster som blixten orsakar i en radiomottagare. Störningen blir mera markant ju lägre i frekvens som mottagaren är avsedd för. På tonfrekvens uppträder även visslare. Det finns inga svenska begrepp för sferics och tweeks. Vetenskapsmännen analyserar dessa fenomen vanligtvis på extremlångvåg och tonfrekvens.